# Daisy (voornaam)
Daisy is een meisjesnaam, en is Engels voor madeliefje. In de Angelsaksische landen zijn meisjesnamen vernoemd naar bloemen niet ongebruikelijk, bijvoorbeeld Rose, Iris, Violet en Hyacinth.
Katrien Duck heet in het Engels Daisy. Hierdoor werd deze naam in Nederland bekend. In de comedyserie Keeping up Appeareances komen vier zussen voor, die Hyacinth, Rose, Violet en Daisy heten.
Thans bestaat in Nederland ook de meisjesnaam Madelief.
Veel mensen denken dat "madeliefje" moeders liefje betekent. De juiste betekenis van "madeliefje" is het liefje van de wei (made).